# مايك إيكولز
مايك إيكولز (بالإنجليزية: Mike Echols)‏ هو كاتب أمريكي، ولد في 1 أبريل 1944، وتوفي في 10 يناير 2003 بسبب انصمام رئوي.